# Keszthelyi Lajos
Keszthelyi Lajos (Kaposvár, 1927. február 15. – 2022. december 9.) Széchenyi-díjas fizikus, biofizikus, a fizikai tudomány doktora, a Magyar Tudományos Akadémia rendes tagja. Kiemelkedő tudományos eredményeket ért el a kísérleti magfizika terén, számos, az atomok energiaszintjére vonatkozó analitikai módszer (Mössbauer-spektroszkópia, Rutherford-féle visszaszórásos spektroszkópia) magyarországi bevezetése és továbbfejlesztése fűződik a nevéhez. Biofizikusként a fehérjék elemi mikroanalízisével, a biológiai energiaátalakítással és a biológiai aszimmetria eredetére vonatkozó vizsgálataival ért el számottevő eredményeket. 1989 és 1993 között az MTA Szegedi Biológiai Központja jogelődjének, az MTA Szegedi Biológiai Kutatóintézetének főigazgatója volt.

## Életútja
Középiskolái elvégzését követően, 1946-ban a budapesti Pázmány Péter Tudományegyetemre iratkozott be, itt szerezte meg matematika–fizika szakos tanári oklevelét 1950-ben. 1951-től 1954-ig a Magyar Tudományos Akadémia aspiránsaként végzett kutatómunkát a fővárosi egyetem fizikai intézetében, illetve az MTA Központi Fizikai Kutatóintézetében (KFKI). 1954-től 1973-ig a KFKI-ben dolgozott, 1963-ig tudományos munkatársként, azt követően tudományos osztályvezetőként. Ezekben az években védte meg előbb 1955-ben kandidátusi disszertációját, majd 1962-ben a fizikai tudomány doktora lett. 1973-ban az MTA Szegedi Biológiai Kutatóintézetének (SZBKI) szervezeti keretébe tartozó Biofizikai Intézet igazgatóhelyettesévé nevezték ki, 1975-től 1993-ig az intézet igazgatója, egyúttal a bioenergetikai csoport vezetője volt. Ezzel párhuzamosan 1987–1988 folyamán több amerikai egyesült államokbeli egyetemen vendégprofesszorként oktatott. 1989 és 1993 között az SZBKI főigazgatójaként tevékenykedett, 1993-tól 2005-ig pedig kutatóprofesszorként segítette a Szegeden folyó tudományos munkát.

## Munkássága
Pályája első, az 1970-es évekig húzódó szakaszában kísérleti magfizikai kutatásokat végzett. Behatóan foglalkozott a gamma-sugárzás energiaszintjének meghatározására alkalmas gamma-spektroszkópiával, s kifejlesztette az ország első, atomi részecskék észlelésére alkalmas szcintillációs számlálóját. 1955-ös kandidátusi disszertációját is e témakörben védte meg (Gamma-sugarak abszorpciója NaJ szcintilláló kristályban). Magyarországon elsőként alkalmazott ionnyalábot magreakció-analízisre, illetve az atomok felületi topográfiájának (pl. oxigéntartalom) feltárására (Rutherford-féle visszaszórásos spektroszkópia, RBS). Behatóan vizsgálta az ún. egzotikus atommagokban a nukleonok töltésének kicserélődésével járó izobár analóg magrezonancia jelenségét. Az atommagok mágneses nyomatékának, energiaszintjének pontos mérésére ő vezette be a Mössbauer-effektuson – a kibocsátott sugárzás visszalökődés-mentes rezonanciaelnyelődésén – alapuló spektroszkópiai módszert. Ez irányú kutatásainak eredményeit doktori disszertációjában 1962-ben foglalta össze (Gamma-átmenetek Z = N típusú páros-páros atommagokban).
Az 1970-es évektől, az MTA Szegedi Biológiai Központjában töltött évek során fő kutatási területe a biofizika és a bioenergetika lett. Kidolgozta az elektromos töltés fehérjéken belüli mozgásának mérési módszerét. Nevéhez fűződik a fehérjék protonindukált röntgenemissziós elemi analízisének (PIXE) magyarországi bevezetése. Kutatta a biomolekulák aszimmetriájának (homokiralitásának) eredetét, s kísérleti úton demonstrálta az aszimmetriát eredményező ún. paritássértő energiakülönbséget a nem tükrözhető szerkezetű, aszimmetrikus, ún. királis molekulákban és fehérjékben (pl. bakteriodopszin). Emellett foglalkozott a napenergia-felhasználás módozataival és lehetőségeivel is. Akadémiai székfoglalói már biofizikai témában hangoztak el (Fehérjék és elektromos jelenségek, 1985; A protontranszlokáció mechanizmusa bakteriodopszinben, 1988).
Könyvei mellett megjelent tudományos közleményeinek száma meghaladja a kétszázat. 1990 és 1994 között a Journal of Photochemistry and Photobiology, 1994-től az International Series in Basic and Applied Biological Physics, több éven keresztül pedig a Fizikai Szemle szerkesztőbizottsági tagja volt.

## Társasági tagságai és elismerései
1982-ben a Magyar Tudományos Akadémia levelező tagjává választották, 1987-ben a rendes tagok közé emelték, a biofizikai bizottság tagja.1985 és 1990 között a Szegedi Akadémiai Bizottság alelnökeként tevékenykedett, az 1993 és 1995 közötti ciklusban az MTA elnökségének, 1995-től 1997-ig pedig az Akadémiai Kutatóhelyek Tanácsának volt tagja. 1980 és 1985 között az Eötvös Loránd Fizikai Társulat alelnöke, 1985-től a Magyar Biofizikai Társaság alelnöki, 1990-től 1998-ig elnöki tisztét töltötte be, azóta a társaság tiszteletbeli elnöke. 1993-ban (KiKi 1991) a párizsi székhelyű Európai Tudományos és Művészeti Akadémia (European Academy of Sciences and Arts) tagjává választották.
Tudományos eredményei elismeréseként 1958-ban Bródy Imre-díjjal, 1968-ban Akadémiai Díjjal, 1979-ben az Eötvös Loránd Fizikai Társulat Érmével, 1993-ban Széchenyi-díjjal (a magfizikai módszerek és mérőberendezések fejlesztése területén, valamint ezek interdiszciplináris problémáinak megoldására történő alkalmazásában, különösen a biológiai molekulák aszimmetriájának az eredetére vonatkozó hipotézis vizsgálatával kapcsolatban elért nemzetközileg is elismert eredményeiért), 1999-ben Ernst Jenő-emlékéremmel, 2007-ben pedig Akadémiai Aranyéremmel tüntették ki. 1982-ben az Eötvös Loránd Tudományegyetem címzetes egyetemi tanárává avatták.

## Főbb művei
- Atomok és atomi részecskék. Budapest, Műszaki, 1959, 508 p.
- A Mössbauer-effektus és alkalmazásai. in: Magyar Fizikai Folyóirat IX. 1961. 289–326.
- γ-átmenetek Z_N típusú páros-páros atommagokban. in: Magyar Fizikai Folyóirat XI. 1963. 21–68.
- Szcintillációs számlálók. Budapest, Műszaki, 1964, 239 p.
- Fehérjék és elektromos jelenségek. Budapest, Akadémiai, 1985, 113 p. (akadémiai székfoglalója)